# Galathea dispersa
Galathea dispersa är en kräftdjursart som beskrevs av Charles Spence Bate 1859. Galathea dispersa ingår i släktet Galathea och familjen trollhumrar. Enligt den svenska rödlistan är arten otillräckligt studerad i Sverige. Arten förekommer i Götaland. Artens livsmiljö är havet. Inga underarter finns listade i Catalogue of Life.